# Ophiocordyceps sinensis
Ophiocordyceps sinensis is een schimmel die als een parasitoïde, entomopathogene schimmel leeft in de larven van de hopwortelboorder. Deze schimmel maakt een vruchtlichaam aan dat gebruikt wordt in de kruidengeneeskunde in de bergachtige gebieden van Nepal en Tibet.
De schimmel ontkiemt in levende larven, doodt ze en mummificeert ze vervolgens. Een boonvormig vruchtlichaam komt vervolgens uit de stoffelijke resten tevoorschijn. Informeel staat het bekend als de "rupsschimmel", of de meer algemene naam Yartsa Gunbu (Tibetaans: དབྱར་རྩྭ་དགུན་འབུ, Wylie: dbyar rtswa dgun 'bu, letterlijk "winterworm, zomergras") of Dōng chóng xià cǎo (Chinees: 冬虫夏草). Van alle entomopathogene schimmels wordt Ophiocordyceps sinensis het langst gebruikt in de kruidengeneeskunde, waarschijnlijk al meer dan 2000 jaar. De helende gaven toegeschreven aan deze schimmel zijn veelvoudig: er wordt verondersteld dat deze schimmel verscheidene long- en nierziekten kan helen, alsook erectiestoornissen. De schimmel wordt nog niet op grote schaal verbouwd. Wel zijn een aantal gistvormende stammen van Ophiocordyceps sinensis door Chinese wetenschappers geïsoleerd. Roofbouw en overexploitatie hebben ertoe geleid dat O. sinensis is ingedeeld als bedreigde soort in China. Verder onderzoek moet nog uitgevoerd worden naar de morfologie en groeigewoontes van deze schimmel om deze zo goed mogelijk te beschermen en te kunnen gebruiken voor geneeskundige toepassingen.
De gastheren waarin O. sinensis groeit worden ietwat vaag omschreven als "ghost moths" ("geestmotten") in de Engelse wetenschappelijke literatuur, wat zowel op een enkele soort als het geslacht Thitarodes kan slaan: deze omschrijving kan duiden op elk van de verschillende Thitarodes wiens leefgebied het Tibetaanse Plateau (Tibet, Qinghai, West-Sichuan, Zuidwest-Gansu en Noordwest-Yunnan) en de Himalaya (India, Nepal, Bhutan) beslaan.
O. sinsensis staat bekend als geneeskrachtige schimmel in de Westerse wereld en het wordt al zeer lang gebruikt in traditionele Chinese en Tibetaanse geneeswijzen. Kruidengeneeskundigen hebben grote belangstelling voor de met de hand geoogste, intacte schimmellichamen. Het is tevens een statussymbool. Het wordt gebruikt als een middel om de geslachtsdrift te bevorderen, een afrodisiacum. Ook wordt het in de alternatieve geneeskunde gebruikt om aandoeningen zoals chronische moeheid en kanker te behandelen, ook al rust het bewijs voor de doelmatigheid van dit soort geneeswijzen voornamelijk op anekdotische ervaringen en traditionele Chinese geneeswijzen.

## Taxonomische geschiedenis en systematiek

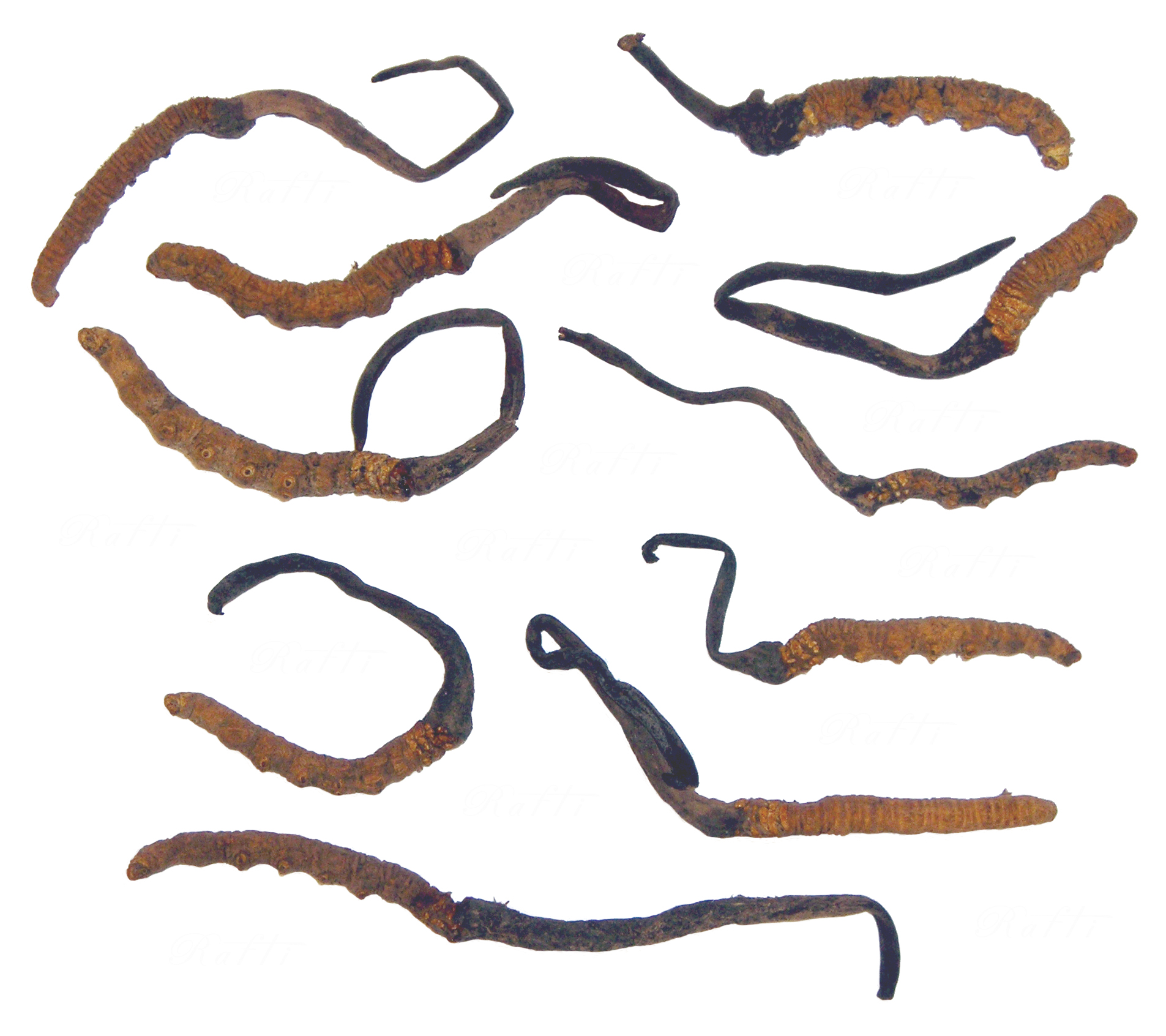
Rupsen met ontspruitende Ophiocordyceps sinensis-schimmels.

### Morfologische eigenschappen
Net als andere Cordyceps-soorten bestaat O. sinsensis uit twee gedeeltes: een endosclerotium en een stroma. De stroma is het bovenste schimmelgedeelte en is donkerbruin of zwart, maar kan ook een gelige kleur hebben als zij wat verser is. Dit gedeelte is langer dan de rups zelf waarop O. sinsensis parasiteert, meestal zo'n 4 tot 10 centimeter. Het ontspruit enkelvoudig vanuit het hoofd van de rups, en is knotsvormig, bijna lansvormig of spinrokkenvormig, en afzonderlijk van de steel. De steel zelf is slank, haarloos, en overlangs met groeven of richels bezet.
Het vruchtbare gedeelte van de stroma is het hoofd. Het hoofd is korrelvormig vanwege de huidmondjes van de ingelegde peritheciën. De peritheciën zijn in rijen gerangschikt en eivormig. De sporenzakjes zijn cilindervormig of licht taps toelopend aan beide uiteinden, en kunnen recht of gebogen zijn, met een hoofdvormig uiteinde en een toppunt dat eruitziet als een halve bol. De sporenzakjes hebben twee of vier sporen. De ascosporen zijn glasachtig, draadvormig, en bestaan uit meerdere kamertjes. De ascosporen hebben een lengte van 5 tot 12 μm (micrometer) en komen bijna tot een lange, dunne punt samen aan beide zijden. De eigenschappen van de peritheciën, sporenzakjes en ascosporen in de vruchtlichamen zijn de belangrijkste eigenschappen waaraan O. sinsensis geïdentificeerd kan worden.
Ophiocordyceps-soorten maken volledige ascosporen aan en delen deze niet op in sporengedeeltes, wat verschilt van andere Cordyceps-soorten, die ingebedde of op het oppervlak liggende peritheciën aanmaken die haaks op het oppervlak van de stroma staan, en waar de volgroeide acosporen ontleden tot sporengedeeltes. Over het algemeen beschikken Cordyceps-soorten over felgekleurde, vlezige stromata, maar O. sinensis heeft donkergepigmenteerde en moeilijk buigzame stromata, wat een typische eigenschap is van de meeste Ophiocordyceps-soorten.

### Ontwikkelingen in indeling
De soort werd voor het eerst wetenschappelijk beschreven door Miles Berkeley in 1843 onder de naam Sphaeria sinensis; Pier Andrea Saccardo hevelde de soort over naar het geslacht Cordyceps in 1878. De schimmel stond bekend als Cordyceps sinensis tot 2007, toen moleculaire analyse gebruikt werd om de indeling van de Cordycipitaceae en de Clavicipitaceae aan te passen, wat leidde tot de invoering van een nieuwe familienaam, de Ophiocordycipitaceae en de overheveling van een aantal Cordyceps-soorten naar het Ophiocordyceps-geslacht.
Gebruikmakend van een moleculair fylogenetisch onderzoek, onderverdeelden Chinese wetenschappers (Sung et al, 2007) het megageslacht Cordyceps in vier geslachten, namelijk de Cordyceps (40 soorten), Ophiocordyceps (146 soorten), Metacordyceps (6 soorten) en Elaphocordyceps (21 soorten), terwijl de overgebleven 175 soorten in het megageslacht Cordyceps werden gelaten. Als gevolg hiervan werd C. sinensis overgeheveld naar de Ophiocordyceps, en zodoende hernoemd naar O. sinensis.

### Algemene namen
De schimmel staat in Tibet bekend als དབྱར་རྩྭ་དགུན་འབུ (Wylie: dbyar rtswa dgun 'bu, ZYPY: yarza g̈unbu, Lhasa dialect IPA: [jɑ̀ːt͡sɑ kỹ̀pu], "zomergras winterinsect"). Dit is de oorsprong van de Nepali benaming voor de soort: यार्चागुन्बू (yarshagumba, yarchagumba, of yarsagumba). In Nepali staat de soort ook wel bekend als keera jhar, keeda jadi, keeda ghas of ghaas fafoond. De transliteratie van de naam voor de soort in Bhutan is Yartsa Guenboob. In het Chinees heet de soort Dōng chóng xià cǎo (冬蟲夏草), wat "winterworm, zomergras" betekent, oftewel "een worm in de winter, [wordt] een plant in de zomer". De Chinese naam is een letterlijke vertaling van de oorspronkelijke Tibetaanse naam, die voor het eerst opgetekend werd in de 15e eeuw door de Tibetaanse dokter Zurkhar Namnyi Dorje. De naam Yartsa gunbu wordt in informeel Tibetaans vaak afgekort tot gewoonweg "bu" of "yartsa".
De naam wordt vaak afgekort tot chong cao (蟲草, 'insectenplant') in de traditionele Chinese geneeskunde. Deze naam wordt ook gebruikt voor andere Cordyceps-soorten, zoals C. militaris. In Japans wordt de soort tōchūkasō (冬虫夏草) genoemd, wat afkomstig is van de Japanse uitspraak van de oorspronkelijke Chinese karakters.
Vreemd genoeg wordt Ophiocordyceps sinensis soms aweto genoemd in uit China afkomstige Engelstalige teksten, wat de Māori-naam is voor Ophiocordyceps robertsii, een soort afkomstig uit Nieuw-Zeeland.
De Engelstalige benaming "vegetable caterpillar" ("groenterups") is een verkeerde benaming, want de parasiet in de rupsen is een schimmel en niet een plant. "Caterpillar fungus" ("rupsschimmel") is dan ook de gewenste term voor deze soort.

## Ecologie
De rupsen die vatbaar zijn voor infectie door O. sinensis leven over het algemeen 15 centimeter onder de grond in bergachtige gras- en struiklanden op het Tibetaans Plateau en in de Himalaya op een hoogte van 3000 tot 5000 meter. De schimmel is aangetroffen in de noordelijke bergen in Nepal, Bhutan en de noordelijke staten van India, en in noordelijk Yunnan, oostelijk Qinghai, oostelijk Tibet, westelijk Sichuan, en zuidwestelijk Gansu.
De schimmel eet de gastheer van binnenuit op terwijl deze overwintert in de bergachtige weiden. De larven zijn meestal kwetsbaarder in de nazomer, nadat ze hun huid hebben afgeworpen. Het schimmelvruchtlichaam verspreidt sporen die de rups besmetten. De besmette larven neigen ernaar om haaks op het grondoppervlak onder de grond te blijven staan, met hun hoofd naar boven gericht. De schimmel ontkiemt dan in de levende larve, doodt deze, en mummificeert daarna de larve. Daarna komt een stengelvormig vruchtlichaam tevoorschijn uit het hoofd, en de schimmel komt uiteindelijk tevoorschijn uit de grond in het begin van de lente. 57 taxa van verschillende genera (37 Thitarodes, 1 Bipectilus, 1 Endoclita, 1 Gazoryctra, 3 Pharmacis en 14 andere nog bij een juist geslacht in te delen soorten) zijn tot dusver erkend als potentiële gastheren voor O. sinensis.

## Voortplantingsbiologie

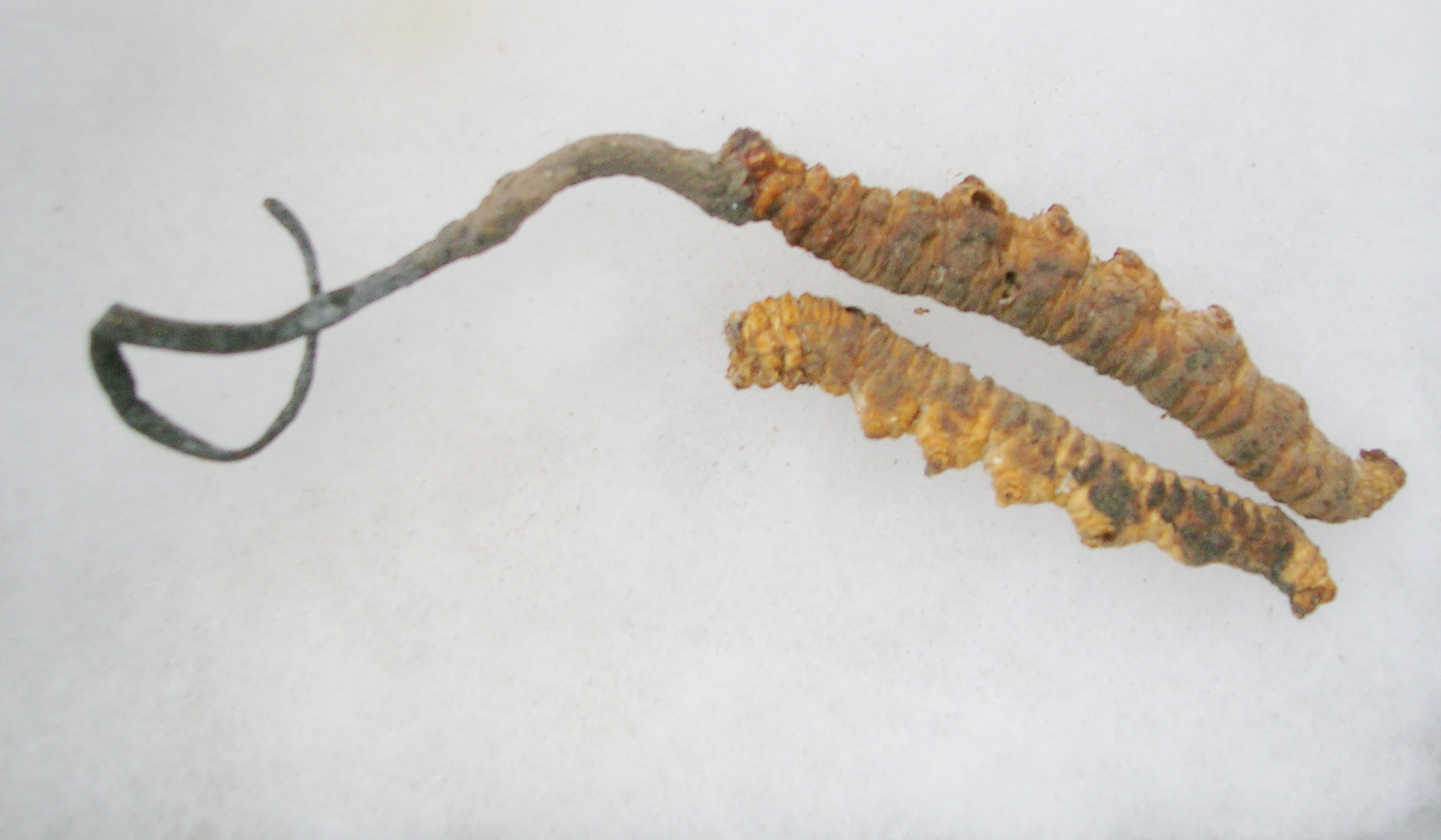
Ophiocordyceps sinensis in twee rupsen. De ascocarp komt bij de bovenste rups van de hopwortelboorder via het hoofd naar buiten zetten. Het sclerotium bevindt zich in de rups en is dus niet zichtbaar.

Ophiocordyceps sinensis kent zowel teleomorfe als anamorfe fases.
De Thitarodes-rups, waar O. sinensis op parasiteert, heeft soms tot wel vijf jaar nodig om zich te ontpoppen en is gedurende deze tijd kwetsbaar voor infectie door de schimmel. O. sinensis valt ze aan terwijl de rupsen zich voeden met plantenwortels. Het is tot op heden niet duidelijk hoe de schimmel zich toegang verschaft tot het lichaam van de rups. Mogelijk wordt de rups tijdens het voeden door een schimmelspore via de mond geïnfecteerd, of door een zwamvlok via een van de ademporiën. Het donkerbruin tot zwart gekleurde vruchtlichaam van de schimmel ontspruit daarna uit het geïnfecteerde lichaam van de gedode gastheerrups, en komt in de lente of de vroege zomer uit de grond zetten. Het langwerpe, kolomvormige vruchtlichaam bereikt een hoogte van 5 tot 15 centimeter boven de grond en zet vervolgens sporen af.
Chemische stoffen op de huid van de rupsen reageren met de schimmelsporen aan het einde van de herfst, waardoor de schimmelsporen de zwamvlokken uitscheiden, die vervolgens de rupsen infecteren. De schimmel verspreidt zich vervolgens door het lichaam van de gastheer en doodt deze uiteindelijk. Het lichaam van de overleden gastheer wordt gaandeweg stijf, doordat de schimmel sclerotia aanmaakt. Deze sclerotia zijn bouwsels die uit vele vastgeklitte schimmeldraden bestaan. De sclerotia verkeren enige tijd in een soort rustfase, waarna ze ontkiemen en sporen aanmaken. De schimmel brengt de winter door in de rups en doorboort aan het einde van de winter het hoofd van de rups. De schimmel vormt een sporenvormend geslachtsgedeelte (het zogeheten peritheciaal stroma), dat vastzit aan de onder de grond gelegen sclerotia, en vanuit het hoofd van de rups naar boven toe groeit, waarna het uit de grond tevoorschijn komt. O. sinensis groeit langzaam en -voor een schimmel- onder relatief koude omstandigheden (lager dan 21 °C). Deze groeisnelheden en de temperatuurvereisten zijn belangrijke eigenschappen waarmee O. sinsensis van andere, gelijksoortige schimmels kan worden onderscheiden.

## Toepassing in de traditionele oosterse geneeskunde

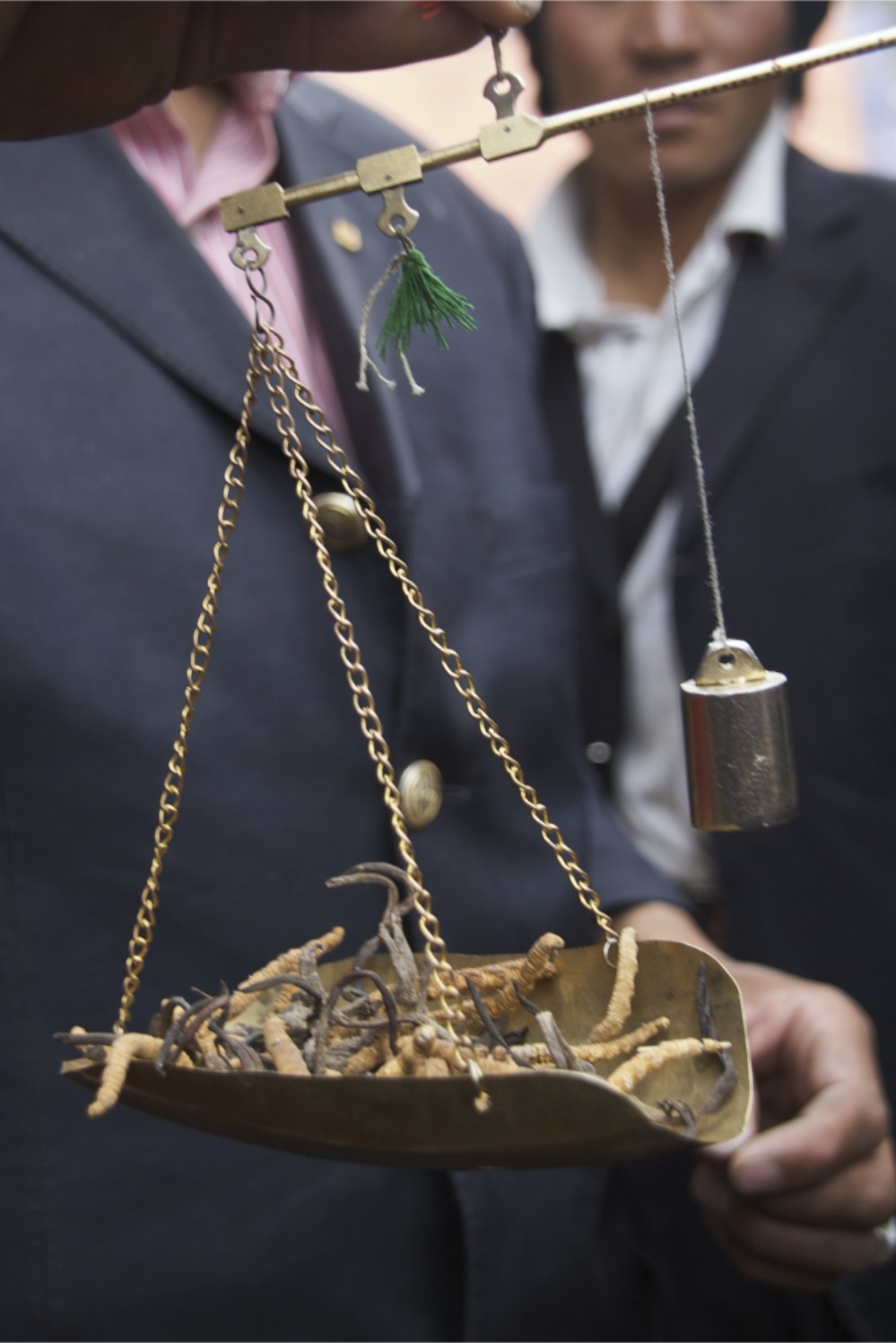
Het wegen van de kostbare, door de schimmel geïnfecteerde rupsen in Yushu in het zuiden van Qinghai in China.

Cordycepine, een uit O. sinensis afkomstige scheikundige verbinding.

De schimmel wordt in de Chinese, Tibetaanse en Zuid-Aziatische volksgeneeskunde veel gebruikt. Het wordt door beoefenaars van deze volksgeneeskundige tradities vele heilzame en nuttige werkingen toegedicht: er wordt beweerd dat de schimmel baat biedt bij een eindeloze reeks ziektes, waaronder kanker, long- en nierproblemen, ademhalingsziektes, hartritmestoornissen, en leverziekte. Ook wordt er verondersteld dat de schimmel veroudering kan tegen gaan, een te lage bloedglucosespiegel (hypoglykemie) kan verhelpen, en baat kan bieden bij vermoeidheid en zwakheid door langdurige ziekte. Verder wordt de schimmel gebruikt als afrodisiacum. Geen van deze veronderstelde heilzame eigenschappen van de schimmel is tot nu toe door wetenschappelijk onderzoek bevestigd.
O. sinensis werd als geneeskrachtig middel voor het eerst in Nepal en Tibet gebruikt. De oudst bekende tekst die het medicinale gebruik van deze schimmel beschrijft, is Man ngag bye ba ring bsrel ("Aanwijzingen voor een Verscheidenheid aan Medicijnen"). Deze tekst werd in de 15e eeuw door de Tibetaanse dokter Zurkhar Nyamnyi Dorje (Wylie: Zur mkhar mnyam nyid rdo rje, 1439-1475) geschreven.
De schimmel wordt een aantal keer in historische Chinese teksten genoemd. De eerste keer dat Ophiocordyceps sinensis in een tekst over de traditionele Chinese geneeskunde vermeld wordt, is in Ben Cao Bei Yao, een in 1694 door Wang Ang geschreven handboek over materia medica. De Chinese schrijver Wu Yiluo noemt in de 18e eeuw de schimmel in zijn boek Ben cao cong xin ("Nieuwe compilate van materia medica").

### Impact op de lokale economie

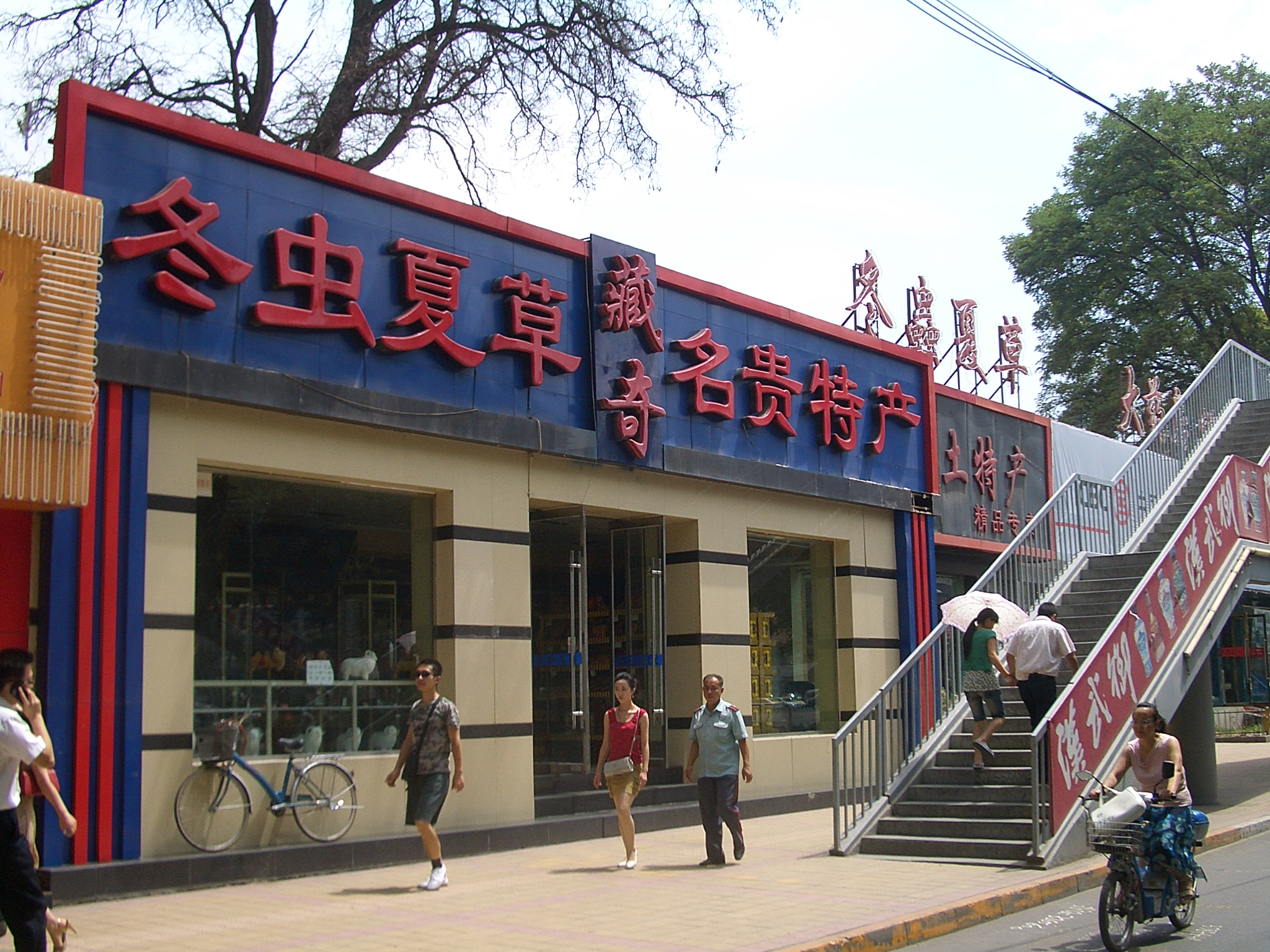
De gevel van dit winkeltje in de binnenstad van Lanzhou geeft aan dat men er Dōng chóng xià cǎo (冬虫夏草), de Chinese naam voor O. sinensis, kan kopen.

Het verzamelen en verkopen van O. sinensis is de belangrijkste bron van inkomsten op het Tibetaanse platteland. De verkoop was in 2004 goed voor zo'n 40% van de jaarlijkse inkomsten van de lokale bevolking. In dit jaar bestond het bruto nationaal product van de lokale economie voor 8,5% uit handel in O. sinensis. De prijzen voor de schimmel nemen al jaren toe. Een kilo rupsschimmels kostte in 2008 omgerekend $3.000 tot $18.000 dollar, afhankelijk van de kwaliteit en grootte van de rupsen. De geschatte grootte van de jaarlijkse oogst was in 2009 zo'n 80.000 tot 175.000 kilo.
De geschatte waarde van een kilo rupsschimmels was in 2004 zo'n 30.000 tot 60.000 roepie in Nepal, en 100.000 roepie in India. Dit was in 2011 toegenomen tot een waarde van 350.000 tot 450.000 roepie per kilo in Nepal. De BBC berichtte in 2012 dat één enkele rups in dorpjes in het noorden van India 150 roepie kostte, omgerekend zo'n 3 euro. Dit bedrag is hoger dan het gemiddelde dagloon van een Indiase arbeider. Een halve kilo rupsschimmels van zeer hoge kwaliteit kostte in 2012 zo'n $50.000.
De waarde van met O. sinensis geïnfecteerde rupsen is volgens onderzoeker Daniel Winkler tussen 1998 en 2008 op het Tibetaanse Plateau met zo'n 900% gestegen. Dit komt neer op een jaarlijkse prijstoename van meer dan 20% (inflatie meegerekend). De waarde van grote rupsen is veel sneller gestegen dan de waarde van kleine rupsen.
| Jaar     | Prijstoename (%)      | Prijs per kilo in Yuan |
| -------- | --------------------- | ---------------------- |
| jaren 80 |                       | 1800                   |
| 1997     | 467% (incl. inflatie) | 8400                   |
| 2004     | 429% (incl. inflatie) | 36.000                 |
| 2005     |                       | 10.000–60.000          |
| 2013     |                       | 125.000–500.000        |

De hoge waarde en de zeldzaamheid van de rupsschimmel leidt geregeld tot geschillen tussen dorpsbewoners in de gebieden waar O. sinensis voorkomt. Geregeld breken conflicten uit over wie welke weide mag gebruiken voor het oogsten van de rupsschimmels. 19 dorpelingen werden in november 2011 door een Nepalese rechtbank veroordeeld voor het vermoorden van een groep boeren tijdens een geschil over de kostbare rupsschimmel. De zeven boeren werden in juni 2009 tijdens een zoektocht naar rupsschimmels in Manang vermoord.
Tijdens de Nepalese Burgeroorlog probeerden zowel de Nepalese Maoïsten als de overheid de lucratieve schimmelhandel in handen te krijgen tijdens het oogstseizoen in juni en juli. Het oogsten van O. sinensis is pas in 2001 in Nepal gelegaliseerd. Tegenwoordig is de vraag naar rupsschimmels uit Nepal het grootst in China, Thailand, Vietnam, Zuid-Korea en Japan.